# ريتشارد باركر (اقتصادي)
ريتشارد باركر (بالإنجليزية: Richard Parker)‏ هو اقتصادي أمريكي، ولد في 5 نوفمبر 1946.